# Popadić
Popadić (em cirílico: Попадић) é uma vila da Sérvia localizada no município de Mionica, pertencente ao distrito de Kolubara, na região de Kolubara Podgorina. A sua população era de 694 habitantes segundo o censo de 2011.

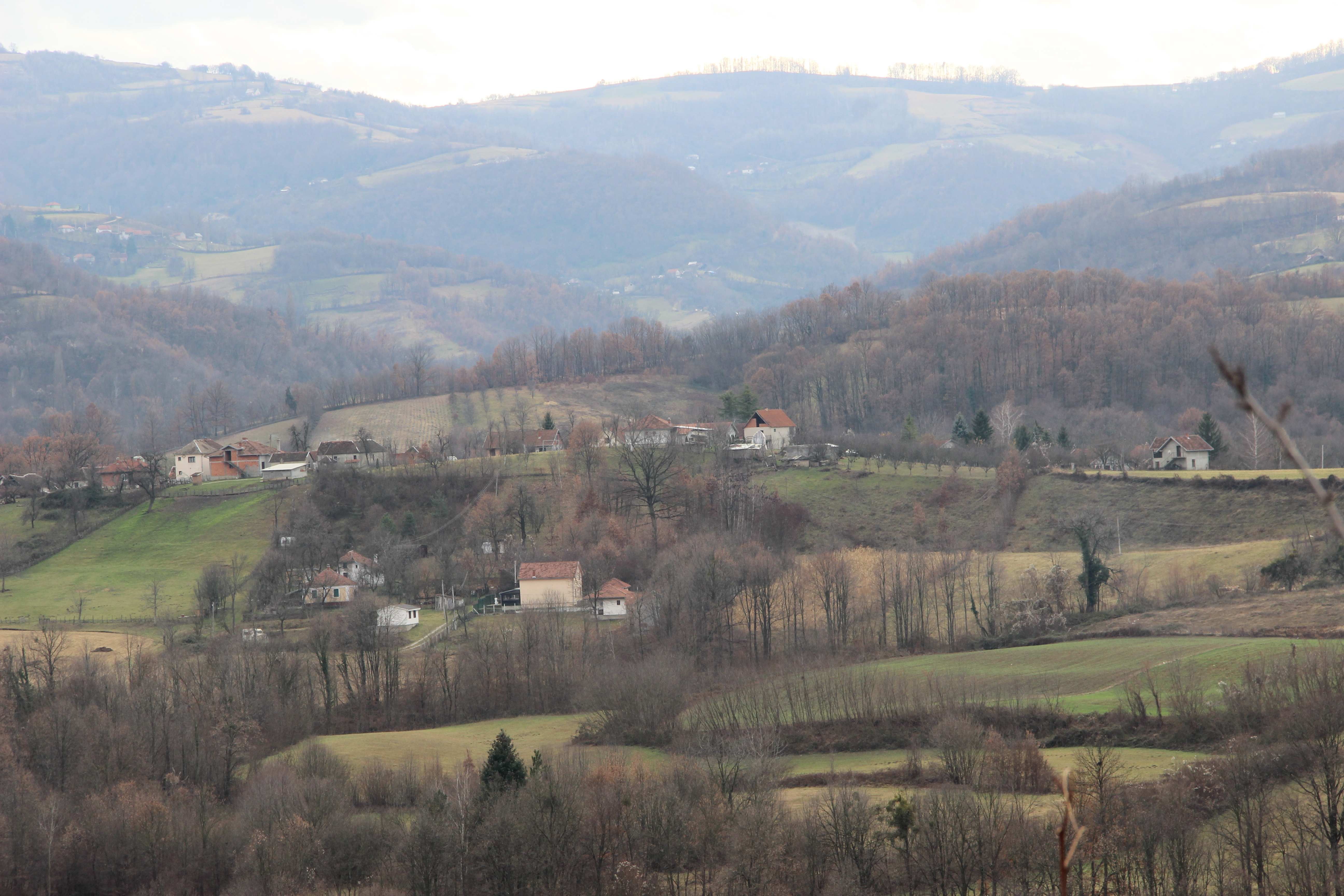
Poapdić - panorama
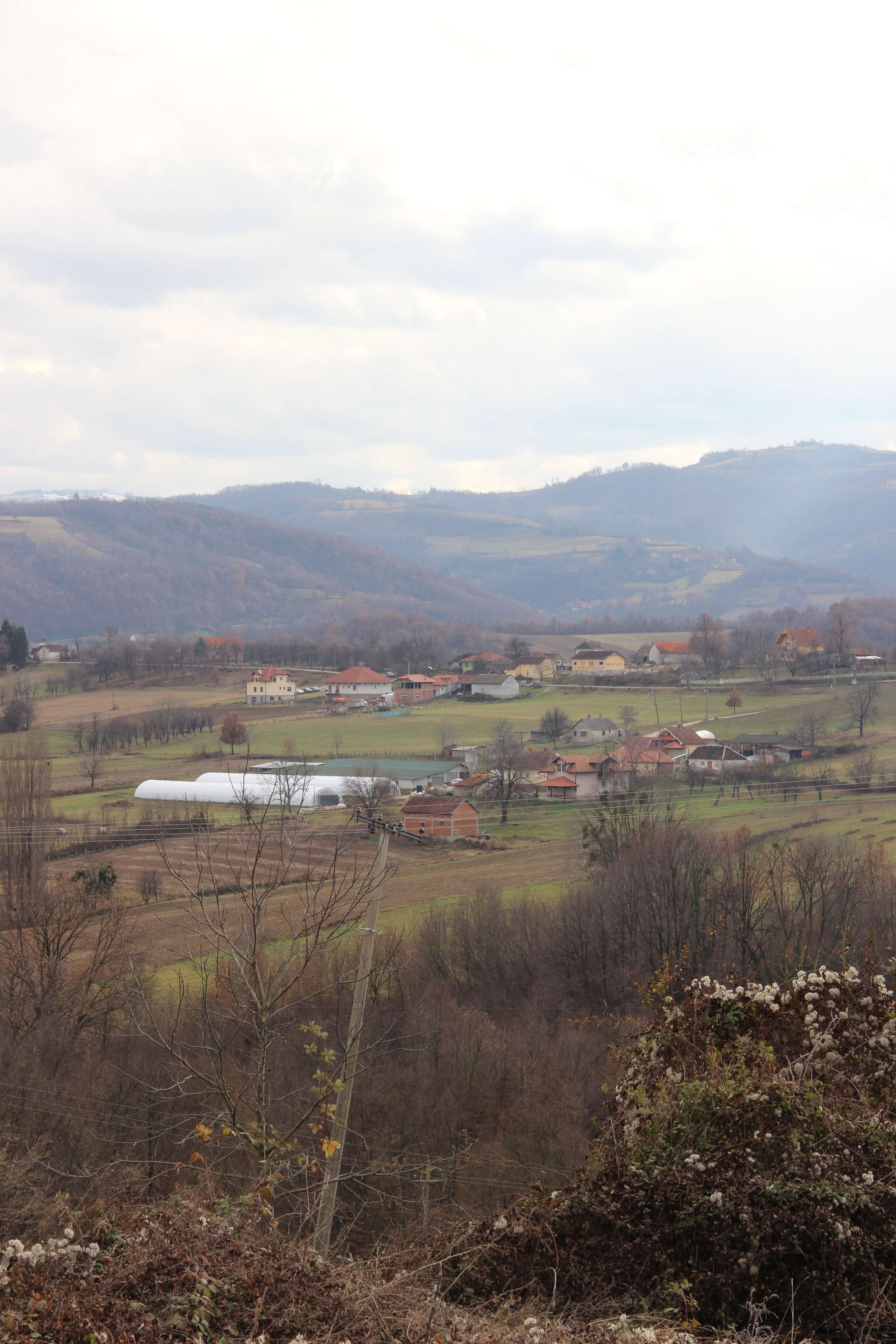
Poapdić - panorama
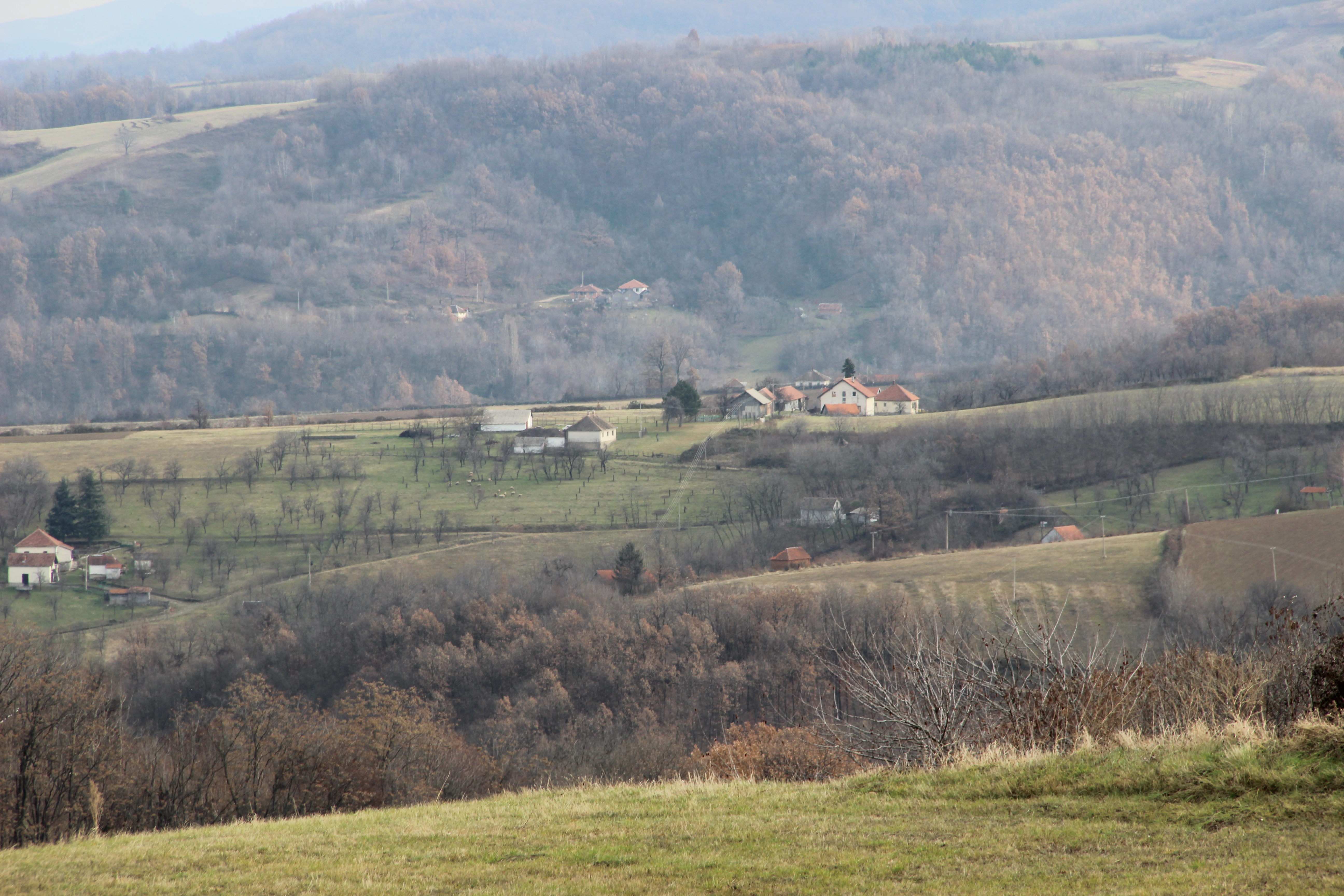
Poapdić - panorama
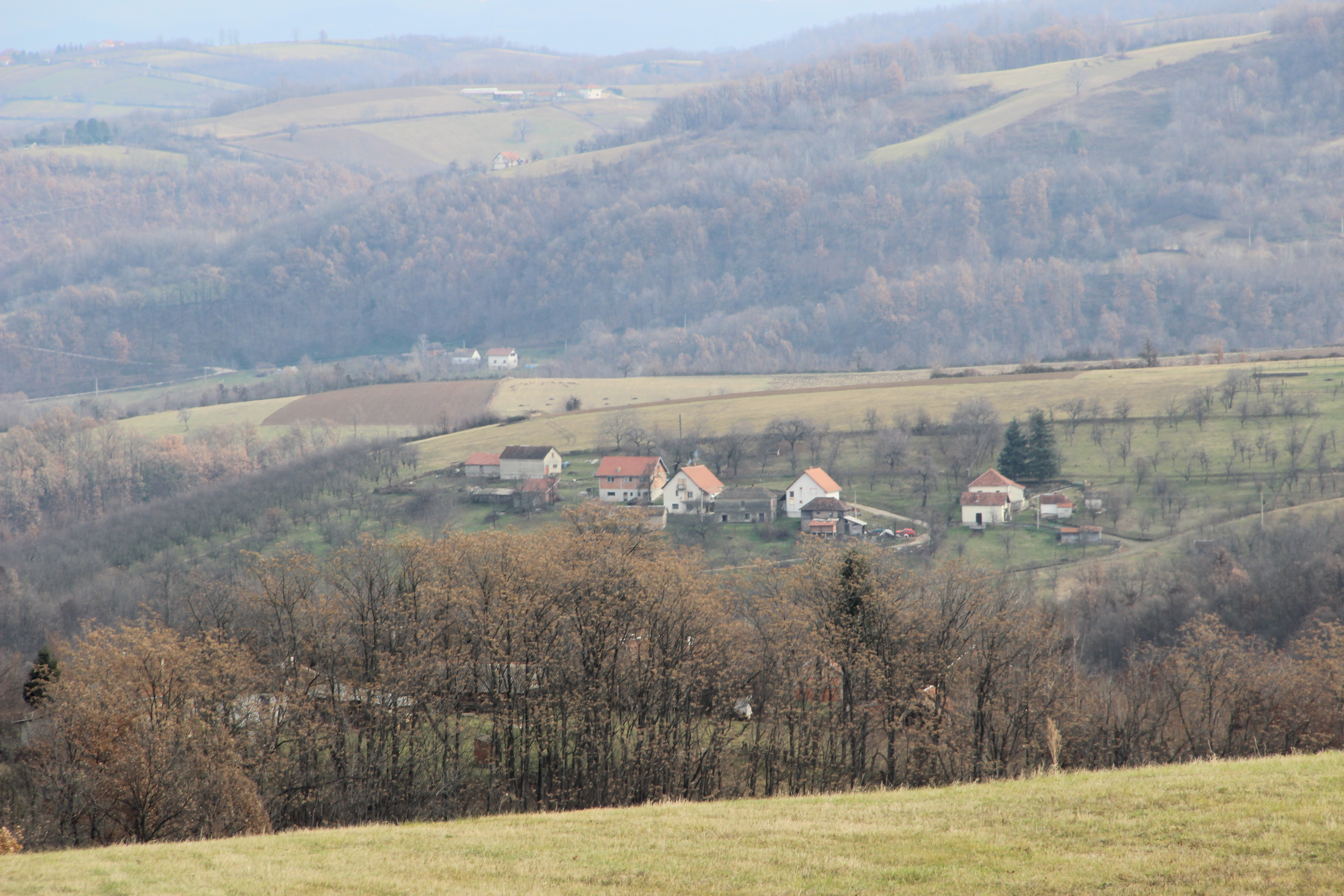
Poapdić - panorama
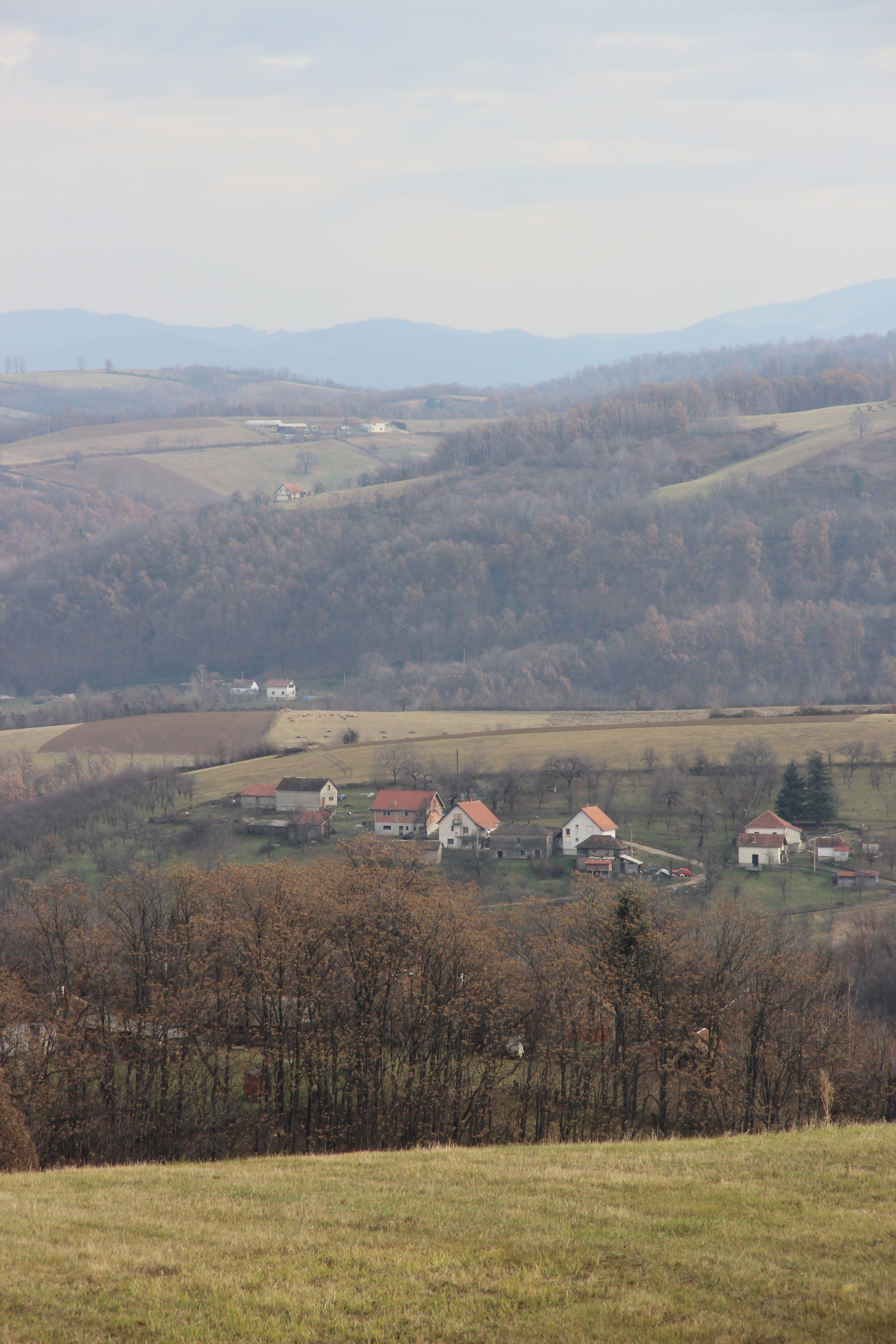
Poapdić - panorama
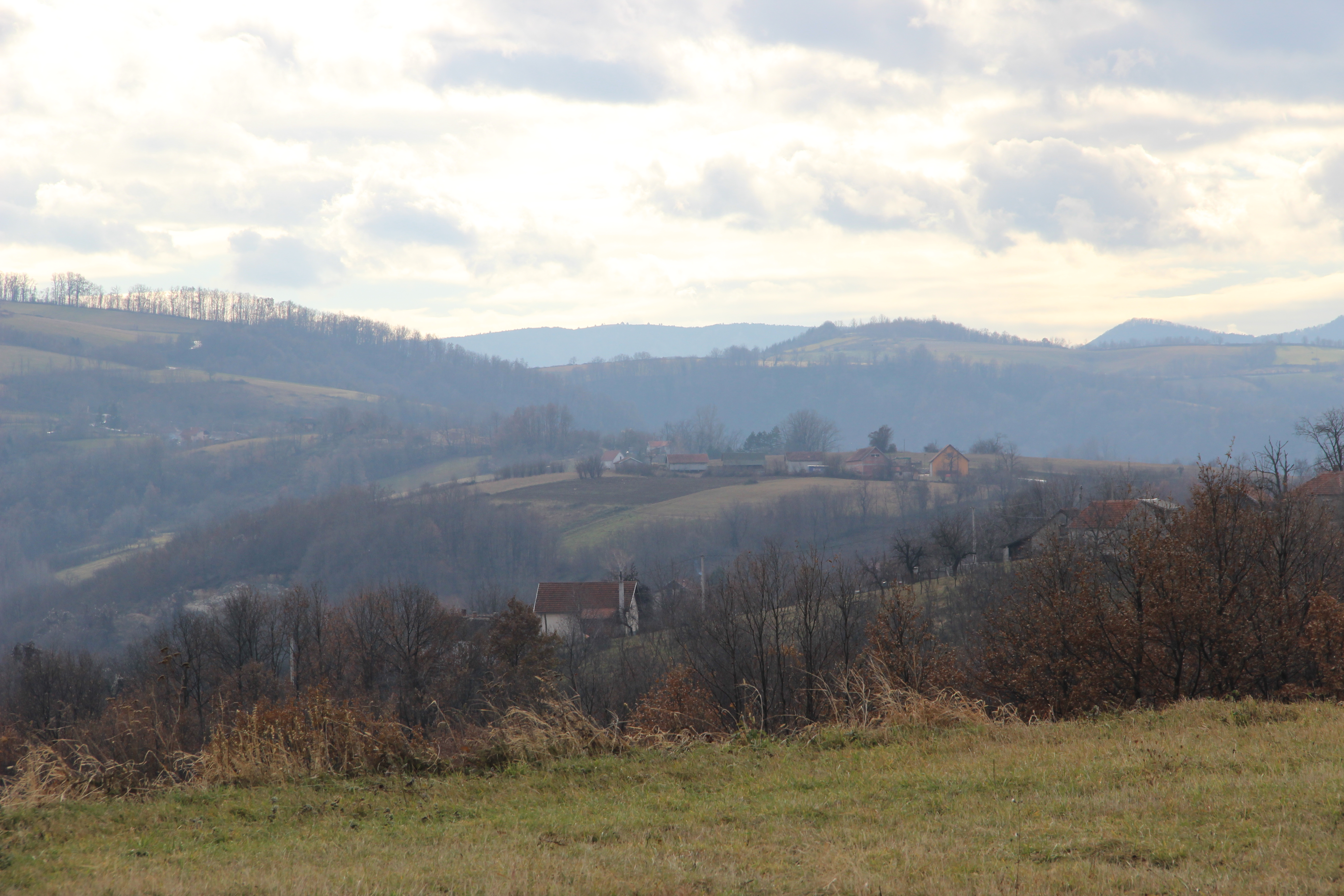
Poapdić - panorama
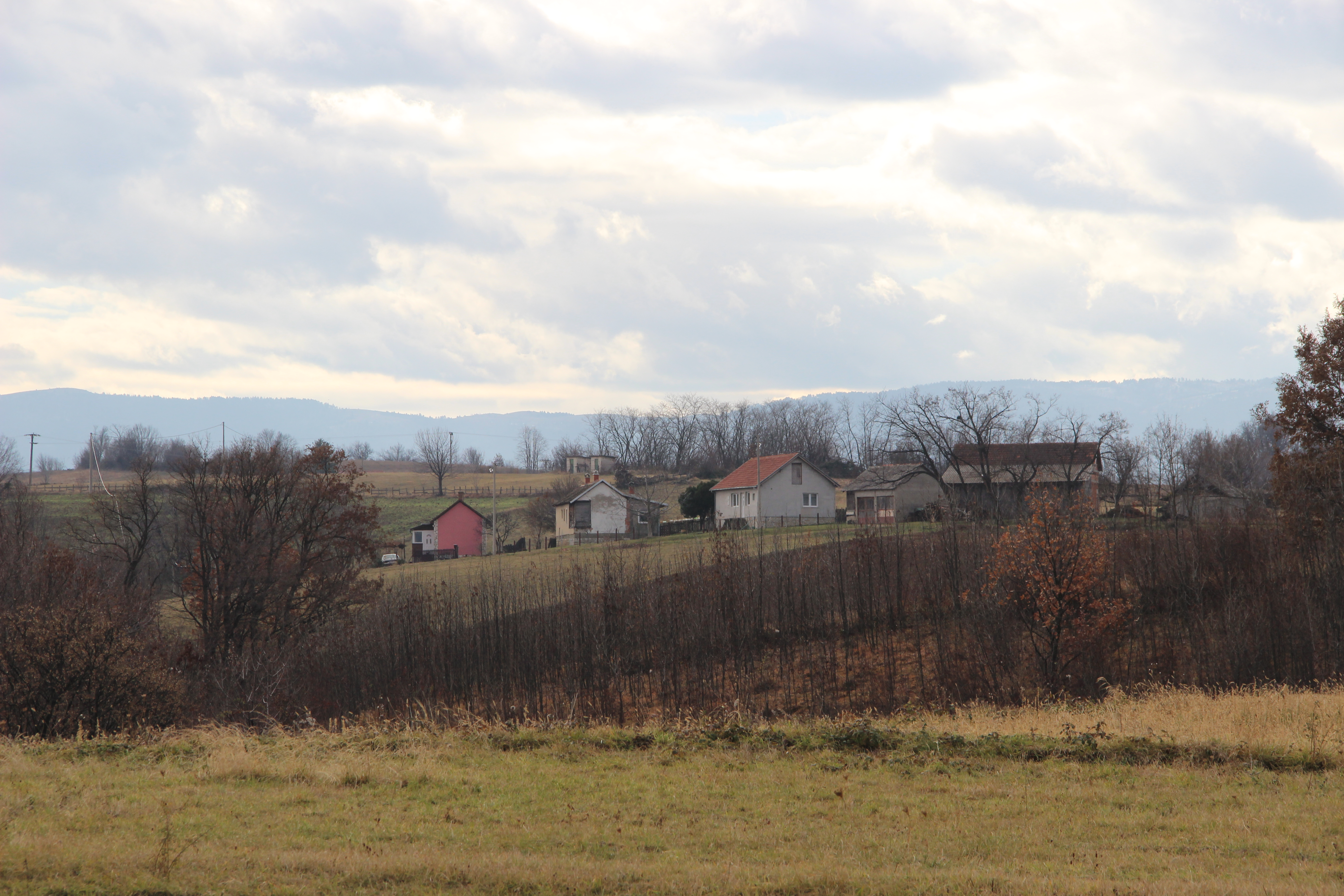
Poapdić - panorama

## Demografia
| 1948  | 1953  | 1961 | 1971 | 1981 | 1991 | 2002 | 2011 |
| ----- | ----- | ---- | ---- | ---- | ---- | ---- | ---- |
| 1 029 | 1 025 | 905  | 831  | 863  | 714  | 773  | 694  |